# François-Isidore Gagelin
Svatý François-Isidore Gagelin (10. května 1799, Montperreux – 17. října 1833, Hue) byl francouzský římskokatolický kněz Společenství zahraničních misií v Paříži a mučedník.

## Život
Narodil se 10. května 1799 v Montperreux.
Studoval ve vyšším kněžském semináři v Besançonu a byl přijat do Společenství zahraničních misií v Paříži. Dne 24. května 1819 byl jako podjáhen určen k misii ve Vietnamu. Roku 1822 byl vysvěcen na kněze a byl jmenován profesorem školy v Phuong-Ru a současně působil jako misionář. Mezitím vietnamský císař Minh Mạng povolal misionáře ke dvoru, aby využil jejich vědecké poznatky. Pravdou bylo, že je chtěl oddělit od jejich apoštolátu. Gagelin splnil císařovi úkoly ale nakonec se vzdal úřadu mandarína a vrátil se ke své činnosti misionáře.
Roku 1833 vyšel císařský dekret, kterým bylo zahájeno pronásledování křesťanů a Gagelinovi bylo doporučeno ukrýt se mezi obyvateli hor. Tento nápad přijal, ale když viděl utrpení křesťanů, rozhodl se vydat úřadům, aby byli ostatní ušetřeni. Dne 23. srpna 1833 odešel za mandarínem z Bongson v provincii Binh Dinh. Po několika dnech krutého mučení byl převezen do města Hue. Dne 17. října byl na předměstí Bãi Dâu uškrcen. Tělo bylo dovoleno převézt do Phu-Camu, kde bylo pohřbeno na zahradě křesťanského domu. Císař se však necítil klidný, jelikož Ježíš Kristus vstal po třech dnech z mrtvých a obával se že to stejné stane s misionářem, proto nechal hrob vykopat a znovu tělo pohřbil. Místním obyvatelům přikázal hrob hlídat. Roku 1846 byly ostatky převezeny do Paříže do semináře společenství misií.

## Proces svatořečení
Proces blahořečení byl zahájen v arcidiecézi Hue. Dne 2. července 1899 uznal papež Lev XIII. jeho mučednictví. Blahořečen byl 27. května 1900 ve skupině 50 mučedníků Vietnamu.
Dne 18. dubna 1986 byly sjednoceny procesy svatořečení vietnamských mučedníků a 5. června 1986 bylo rozhodnuto o jejich kanonizaci. Svatořečen byl 19. června 1988 papežem Janem Pavlem II. ve skupině 117 vietnamských mučedníků.